# Perizoma flexuosaria
Perizoma flexuosaria är en fjärilsart som beskrevs av Karl Henrik Boheman 1853. Perizoma flexuosaria ingår i släktet Perizoma och familjen mätare. Inga underarter finns listade i Catalogue of Life.